# Honiara
Honiara er hovedstaden i Salomonøerne og er beliggende på øen Guadalcanal. Byen har 84.520(2017) indbyggere.
Byen har en stor havn Point Cruz og nærliggende flyveplads Henderson International Airport. Den lokale avis hedder Honiara News.
Hovederhverv er turisme og fiskeri.
Honiara blev genopbygget efter 2. verdenskrig og erstattede den tidligere hovedstad Tulaghi, som blev jævnet med jorden under krigen.